# Pilar Valero
María Pilar Valero Cebrián (Zaragoza, 27 de mayo de 1970-7 de noviembre de 2022) fue una baloncestista española, ganadora de seis ligas y cuatro copas, internacional con la selección y considerada una de las mejores jugadoras aragonesas.

## Trayectoria
Base forjada en las categorías inferiores del Baloncesto Femenino Zaragoza. Una amiga le animó a presentarse a las pruebas del baloncesto para el equipo de colegio Compañía de María.
Debutó a los 18 años en la División de Honor de baloncesto en las filas del Zaragozano, con el que logró el mayor éxito del baloncesto femenino aragonés, la Copa de la Reina de 1990.
En 1991 pasó a formar parte del Dorna Godella, el mejor equipo europeo del momento. Con este equipo valenciano ganó la Liga en tres ocasiones: 1992/93 - 1993/94 - 1994/95 y la Copa de la Reina dos veces: en 1991/92 y 1994/95. Jugó tres finales de la Copa de Europa, ganando una (1993) y perdiendo dos (1994 y 1995), siempre con el Como italiano como rival. Se proclamó Campeona del Mundo de Clubs en el torneo celebrado en Brasil en 1993.
La temporada 1996-1997 milita en el Pool Getafe y gana de nuevo el título de Liga y el título de Copa de la Reina. 
Al año siguiente ficha por el Club Banco Simeón de Vigo, equipo con el que en cuatro temporadas ganó dos campeonatos de Liga (en 1998-1999 y 1999-2000) y una Copa de La Reina.
En 2002, pasó a jugar en el Club Baloncesto Ciudad de Burgos y, entre 2003 y 2005, retornó a su ciudad natal al Mann Filter de Zaragoza.
Ha formado parte en varias ocasiones del mejor equipo de las competiciones en las que ha participado, nacionales y extranjeras. Máxima anotadora en alguna de las finales europeas y nacionales.
Más de 100 veces internacional con la Selección Española Absoluta de Baloncesto. Con 2 participaciones en los Mundiales (1994 y 1998), y 3 participaciones en Europeos (1993, 1995 y 1997); en el de 1993, en Italia, el equipo obtuvo el primer oro en categorías absolutas del baloncesto español.
Tras dos operaciones de espalda, se retiró como jugadora en 2010.
En febrero de 2011, fue condecorada por el Gobierno de Aragón medalla al Mérito Deportivo. 
En septiembre, de ese mismo año, se incorpora al cuerpo técnico del Mann Filter. El 9 de febrero de 2012, recibió el premio Ciudad de Zaragoza, en la categoría «En la despedida».
En verano de 2012, junto al seleccionador Víctor Lapeña, ganó la medalla de plata con la selección española femenina sub-17 en el Mundial de Países Bajos.
Falleció el 7 de noviembre de 2022, a la edad de 52 años, tras una larga enfermedad.
El 30 de marzo de 2023, durante la Copa de la Reina de baloncesto, se le rindió homenaje retirando su camiseta, que quedó colgada de manera permanente en el Pabellón Príncipe Felipe de Zaragoza.

## Selección española
- Eurobasket 1993 ( Peruggia)
- Juegos Mediterráneos de 1993 ( Languedoc-Rosellón)